# Argos Volley 2015-2016
Questa voce raccoglie le informazioni riguardanti l'Argos Volley nelle competizioni ufficiali della stagione 2015-2016.

## Stagione
La stagione 2015-16 è per l'Argos Volley, sponsorizzata dalla Globo Banca Popolare del Frusinate, la settima consecutiva in Serie A2; viene confermato l'allenatore Fabio Soli, mentre la rosa è in buona parte modificata, con le poche conferme di Marco Fabroni, Matteo Sperandio, Marco Santucci e Daniel Bacca: tra i nuovi arrivi quelli di Pierlorenzo Buzzelli, Emiliano Giglioli, Sjoerd Hoogendoorn, Mattia Rossi e Romolo Mariano e tra le partenze quelle di Simon Hirsch, Alessio Fiore, Hiosvany Salgado, Claudio Paris e Yosleyder Cala.
Il campionato si apre con sette vittorie consecutive: la prima sconfitta arriva all'ottava giornata in casa dell'Emma Villas Volley; dopo il successo sull'Atlantide Pallavolo Brescia e un nuovo stop contro il Volley Tricolore Reggio Emilia, il club di Sora chiude il girone di andata con altre tre gare vinte e il primo posto in classifica, accedendo alla Coppa Italia di categoria. Nelle prime cinque giornate del girone di ritorno la squadra laziale ottiene quattro successi: dopo due sconfitte, rispettivamente contro il Junior Volley Civita Castellana e la Tuscania Volley, chiude la regular season con sei vittorie consecutive e il secondo posto in classifica. Nei quarti di finale dei play-off promozione supera in due gare il Volley Potentino, mentre nelle semifinali ha la meglio, vincendo le tre partite utili per passare al turno successivo, sulla Tuscania Volley; in finale la sfida è contro la Callipo Sport: dopo aver perso le prime due gare, l'Argos Volley vince le tre successive ottenendo per la prima volta la promozione in Serie A1.
Come prima classificata al termine del girone di andata della Serie A1 2015-16, l'Argos Volley partecipa alla Coppa Italia di Serie A2; nei quarti di finale batte 3-2 la Libertas Brianza e in semifinale ha la meglio sulla squadra di Tuscania, accedendo così alla finale: nell'ultimo atto della competizione lo scontro è con la Callipo Sport, la quale vince la partita per 3-2.

## Organigramma societario
Area direttiva
- Presidente: Enrico Vicini
- Vicepresidente: Ubaldo Carnevale
- Segreteria generale: Antonella Evangelista

Area organizzativa
- Team manager: Alessandro Tiberia
- Direttore generale: Admirim Lami
- Logistica: Viktoria Guchgeldyeva

Area tecnica
- Allenatore: Fabio Soli
- Allenatore in seconda: Maurizio Colucci
- Scout man: Stefano Frasca
- Video man: Franco Vicini
- Allenatore settore giovanile: Ottavio Conte, Vittorio Giacchetti, Sara Marini
- Responsabile settore giovanile: Samuel Bottini, Roberto Conte, Diego Tuzj, Alessandro Sili

Area comunicazione
- Ufficio stampa: Carla De Caris
- Area comunicazione: Giampiero Canestraro, Carla De Caris
- Speaker: Pietro Di Alessandri
- Fotografo: Claudia Di Lollo
- Regia audio palasport: Roberto Conte

Area marketing
- Ufficio marketing: Carla De Caris, Carlo Saccucci
- Biglietteria: Elena Khvan

Area sanitaria
- Medico: Elvio Quaglieri
- Preparatore atletico: Giacomo Paone, Andrea Pozzi
- Fisioterapista: Antonio Ludovici
- Ortopedico: Raffaele Cortina
- Massaggiatore: Luigi Duro

## Rosa
| N° | Nome                 | Ruolo | Data di nascita   | Nazionalità sportiva |
| -- | -------------------- | ----- | ----------------- | -------------------- |
| 1  | Marco Fabroni        | P     | 4 agosto 1981     | Italia               |
| 2  | Marco Corsetti       | L     | 26 luglio 1994    | Italia               |
| 3  | Romolo Mariano       | S     | 18 dicembre 1991  | Italia               |
| 4  | Roberto Festi        | C     | 30 gennaio 1994   | Italia               |
| 6  | Marco Lucarelli      | S/O   | 19 dicembre 1996  | Italia               |
| 7  | Marco Santucci       | L     | 30 novembre 1983  | Italia               |
| 8  | Daniel Bacca         | S     | 9 maggio 1990     | Italia               |
| 9  | Mattia Rosso         | S     | 28 maggio 1985    | Italia               |
| 10 | Sjoerd Hoogendoorn   | S/O   | 17 febbraio 1991  | Paesi Bassi          |
| 11 | Pierlorenzo Buzzelli | S/O   | 21 luglio 1990    | Italia               |
| 12 | Emiliano Giglioli    | C     | 14 settembre 1985 | Italia               |
| 13 | Federico Marrazzo    | P     | 12 settembre 1994 | Italia               |
| 14 | Pierpaolo Mauti      | S     | 1º marzo 1995     | Italia               |
| 15 | Matteo Sperandio     | C     | 4 marzo 1992      | Italia               |

## Mercato
| Acquisti | Acquisti             | Acquisti          | Acquisti   |
| R.       | Nome                 | da                | Modalità   |
| -------- | -------------------- | ----------------- | ---------- |
| S/O      | Pierlorenzo Buzzelli | Tuscania          | definitivo |
| C        | Roberto Festi        | Tuscania          | definitivo |
| C        | Emiliano Giglioli    | Tricolore         | definitivo |
| S/O      | Sjoerd Hoogendoorn   | Vammalan          | definitivo |
| S        | Romolo Mariano       | Corigliano Volley | definitivo |
| P        | Federico Marrazzo    | M. Roma           | definitivo |
| S        | Pierpaolo Mauti      | New Mater         | definitivo |
| S        | Mattia Rosso         | Padova            | definitivo |

| Cessioni | Cessioni         | Cessioni          | Cessioni   |
| R.       | Nome             | a                 | Modalità   |
| -------- | ---------------- | ----------------- | ---------- |
| P        | Luca Cacciatore  | Artena Volley     | definitivo |
| S        | Yosleyder Cala   | Sarmayeh Bank     | definitivo |
| C        | Marco Cittadino  | Aversa            | definitivo |
| L        | Marco Corsetti   | Manzoni           | definitivo |
| S        | Alessio Fiore    | Impavida Ortona   | definitivo |
| L        | Mario Gaudieri   | Artena Volley     | definitivo |
| S/O      | Simon Hirsch     | Top Volley Latina | definitivo |
| P        | Marco Marzola    | ?                 | definitivo |
| S        | Claudio Paris    | M&G               | definitivo |
| C        | Hiosvany Salgado | M&G               | definitivo |

## Risultati

### Serie A2

#### Girone di andata
| 1ª giornata - 25 ottobre 2015 PalaManera, Mondovì                   | Mondovì           | 1 - 3 | Argos             | 14-25, 21-25, 29-27, 16-25        |
| 2ª giornata - 1º novembre 2015 PalaPolsinelli, Sora                 | Argos             | 3 - 1 | Alessano          | 25-18, 24-26, 25-22, 25-18        |
| 3ª giornata - 8 novembre 2015 Palazzetto dello Sport, Roma          | Club Italia       | 1 - 3 | Argos             | 15-25, 25-21, 19-25, 17-25        |
| 4ª giornata - 13 novembre 2015 PalaPolsinelli, Sora                 | Argos             | 3 - 0 | Libertas Brianza  | 25-17, 25-19, 25-18               |
| 5ª giornata - 22 novembre 2015 Palasport Comunale, Ortona           | Impavida Ortona   | 1 - 3 | Argos             | 20-25, 22-25, 25-20, 20-25        |
| 6ª giornata - 29 novembre 2015 Palazzetto dello Sport, Monterotondo | Civita Castellana | 2 - 3 | Argos             | 25-22, 22-25, 25-21, 13-25, 11-15 |
| 7ª giornata - 5 dicembre 2015 PalaPolsinelli, Sora                  | Argos             | 3 - 0 | Tuscania          | 25-22, 25-14, 25-23               |
| 8ª giornata - 8 dicembre 2015 PalaEstra, Siena                      | Emma Villas       | 3 - 1 | Argos             | 26-28, 25-12, 25-18, 25-17        |
| 9ª giornata - 13 dicembre 2015 PalaPolsinelli, Sora                 | Argos             | 3 - 1 | Atlantide Brescia | 25-21, 18-25, 25-20, 25-22        |
| 10ª giornata - 22 dicembre 2015 PalaBigi, Reggio nell'Emilia        | Tricolore         | 3 - 1 | Argos             | 29-27, 17-25, 26-24, 25-23        |
| 11ª giornata - 20 dicembre 2015 PalaPolsinelli, Sora                | Argos             | 3 - 0 | Materdomini       | 25-17, 25-19, 25-17               |
| 12ª giornata - 27 dicembre 2015 PalaPolsinelli, Sora                | Argos             | 3 - 2 | Potentino         | 22-25, 25-18, 25-15, 17-25, 15-12 |
| 13ª giornata - 3 gennaio 2016 PalaValentia, Vibo Valentia           | Callipo           | 2 - 3 | Argos             | 25-23, 25-22, 23-25, 29-31, 14-16 |

#### Girone di ritorno
| 14ª giornata - 6 gennaio 2016 PalaPolsinelli, Sora                    | Argos             | 3 - 0 | Mondovì           | 25-18, 25-19, 25-21               |
| 15ª giornata - 10 gennaio 2016 Palazzetto dello Sport, Tricase        | Alessano          | 3 - 1 | Argos             | 25-22, 25-23, 20-25, 25-21        |
| 16ª giornata - 16 gennaio 2016 PalaPolsinelli, Sora                   | Argos             | 3 - 1 | Club Italia       | 28-30, 25-23, 25-17, 25-20        |
| 17ª giornata - 24 gennaio 2016 PalaParini, Cantù                      | Libertas Brianza  | 1 - 3 | Argos             | 18-25, 23-25, 25-16, 21-25        |
| 18ª giornata - 30 gennaio 2016 PalaPolsinelli, Sora                   | Argos             | 3 - 0 | Impavida Ortona   | 25-15, 25-20, 25-20               |
| 19ª giornata - 13 febbraio 2016 PalaPolsinelli, Sora                  | Argos             | 1 - 3 | Civita Castellana | 21-25, 21-25, 25-17, 23-25        |
| 20ª giornata - 21 febbraio 2016 Palazzetto dello Sport, Montefiascone | Tuscania          | 3 - 0 | Argos             | 25-21, 25-21, 29-27               |
| 21ª giornata - 28 febbraio 2016 PalaPolsinelli, Sora                  | Argos             | 3 - 2 | Emma Villas       | 19-25, 25-20, 25-19, 23-25, 15-9  |
| 22ª giornata - 6 marzo 2016 PalaSanFilippo, Brescia                   | Atlantide Brescia | 0 - 3 | Argos             | 18-25, 20-25, 22-25               |
| 23ª giornata - 9 marzo 2016 PalaPolsinelli, Sora                      | Argos             | 3 - 0 | Tricolore         | 25-18, 25-18, 25-16               |
| 24ª giornata - 13 aprile 2016 PalaGrotte, Castellana Grotte           | Materdomini       | 0 - 3 | Argos             | 19-25, 20-25, 25-27               |
| 25ª giornata - 20 marzo 2016 PalaPrincipi, Potenza Picena             | Potentino         | 2 - 3 | Argos             | 25-19, 21-25, 25-19, 19-25, 13-15 |
| 26ª giornata - 27 marzo 2016 PalaPolsinelli, Sora                     | Argos             | 3 - 2 | Callipo           | 23-25, 25-19, 23-25, 25-23, 16-14 |

#### Play-off promozione
| Quarti di finale (gara 1) - 3 aprile 2016 PalaPolsinelli, Sora             | Argos     | 3 - 0 | Potentino | 25-22, 25-20, 25-20               |
| Quarti di finale (gara 2) - 6 aprile 2016 PalaPrincipi, Potenza Picena     | Potentino | 0 - 3 | Argos     | 21-25, 19-25, 20-25               |
| Semifinali (gara 1) - 13 aprile 2016 PalaPolsinelli, Sora                  | Argos     | 3 - 2 | Tuscania  | 24-26, 25-23, 19-25, 25-20, 20-18 |
| Semifinali (gara 2) - 17 aprile 2016 Palazzetto dello Sport, Montefiascone | Tuscania  | 0 - 3 | Argos     | 19-25, 17-25, 20-25               |
| Semifinali (gara 3) - 20 aprile 2016 PalaPolsinelli, Sora                  | Argos     | 3 - 0 | Tuscania  | 25-23, 25-20, 25-19               |
| Finale (gara 1) - 1º maggio 2016 PalaValentia, Vibo Valentia               | Callipo   | 3 - 0 | Argos     | 25-23, 26-24, 25-18               |
| Finale (gara 2) - 4 maggio 2016 PalaPolsinelli, Sora                       | Argos     | 1 - 3 | Callipo   | 23-25, 18-25, 25-21, 24-26        |
| Finale (gara 3) - 8 maggio 2016 PalaValentia, Vibo Valentia                | Callipo   | 0 - 3 | Argos     | 20-25, 17-25, 15-25               |
| Finale (gara 4) - 11 maggio 2016 PalaPolsinelli, Sora                      | Argos     | 3 - 1 | Callipo   | 22-25, 25-19, 25-13, 25-12        |
| Finale (gara 5) - 15 maggio 2016 PalaValentia, Vibo Valentia               | Callipo   | 1 - 3 | Argos     | 25-20, 23-25, 19-25, 28-30        |

### Coppa Italia di Serie A2

#### Fase a eliminazione diretta
| Quarti di finale - 20 gennaio 2016 PalaPolsinelli, Sora | Argos | 3 - 2 | Libertas Brianza | 25-16, 23-25, 25-21, 24-26, 15-8  |
| Semifinali - 27 gennaio 2016 PalaPolsinelli, Sora       | Argos | 3 - 1 | Tuscania         | 25-20, 25-21, 20-25, 25-17        |
| Finale - 7 febbraio 2016 Mediolanum Forum, Assago       | Argos | 2 - 3 | Callipo          | 21-25, 25-20, 21-25, 25-23, 12-15 |

## Statistiche

### Statistiche di squadra
| Competizione             | Punti | In casa | In casa | In casa | In trasferta | In trasferta | In trasferta | Totale | Totale | Totale |
| Competizione             | Punti | G       | V       | P       | G            | V            | P            | G      | V      | P      |
| ------------------------ | ----- | ------- | ------- | ------- | ------------ | ------------ | ------------ | ------ | ------ | ------ |
| Serie A2                 | 57    | 18      | 16      | 2       | 18           | 13           | 5            | 36     | 29     | 7      |
| Coppa Italia di Serie A2 | -     | 2       | 2       | 0       | -            | -            | -            | 3      | 2      | 1      |
| Totale                   | -     | 20      | 18      | 2       | 18           | 13           | 5            | 39     | 31     | 8      |

G = partite giocate; V = partite vinte; P = partite perse

### Statistiche dei giocatori
| Giocatore      | Serie A2 | Serie A2 | Serie A2 | Serie A2 | Serie A2 | Coppa Italia di Serie A2 | Coppa Italia di Serie A2 | Coppa Italia di Serie A2 | Coppa Italia di Serie A2 | Coppa Italia di Serie A2 | Totale | Totale | Totale | Totale | Totale |
| Giocatore      | P        | PT       | AV       | MV       | BV       | P                        | PT                       | AV                       | MV                       | BV                       | P      | PT     | AV     | MV     | BV     |
| -------------- | -------- | -------- | -------- | -------- | -------- | ------------------------ | ------------------------ | ------------------------ | ------------------------ | ------------------------ | ------ | ------ | ------ | ------ | ------ |
| D. Bacca       | 29       | 118      | 102      | 11       | 5        | 2                        | 7                        | 6                        | 1                        | 0                        | 31     | 125    | 108    | 12     | 5      |
| P. Buzzelli    | 23       | 64       | 53       | 4        | 7        | 2                        | 1                        | 0                        | 0                        | 1                        | 25     | 65     | 53     | 4      | 8      |
| M. Corsetti    | 0        | -        | -        | -        | -        | -                        | -                        | -                        | -                        | -                        | 0      | -      | -      | -      | -      |
| M. Fabroni     | 36       | 160      | 50       | 47       | 63       | 3                        | 12                       | 4                        | 5                        | 3                        | 39     | 172    | 54     | 52     | 66     |
| R. Festi       | 31       | 85       | 52       | 20       | 13       | 3                        | 8                        | 4                        | 4                        | 0                        | 34     | 93     | 56     | 24     | 13     |
| E. Giglioli    | 33       | 182      | 125      | 47       | 10       | 3                        | 11                       | 9                        | 2                        | 0                        | 36     | 193    | 134    | 49     | 10     |
| S. Hoogendoorn | 31       | 495      | 428      | 40       | 27       | 3                        | 58                       | 48                       | 5                        | 5                        | 34     | 553    | 476    | 45     | 32     |
| M. Lucarelli   | 5        | 1        | 1        | 0        | 0        | 0                        | 0                        | 0                        | 0                        | 0                        | 5      | 1      | 1      | 0      | 0      |
| R. Mariano     | 28       | 280      | 239      | 29       | 12       | 3                        | 40                       | 35                       | 3                        | 2                        | 31     | 320    | 274    | 32     | 14     |
| F. Marrazzo    | 31       | 17       | 3        | 0        | 14       | 3                        | 0                        | 0                        | 0                        | 0                        | 34     | 17     | 3      | 0      | 14     |
| P. Mauti       | 1        | 0        | 0        | 0        | 0        | 0                        | 0                        | 0                        | 0                        | 0                        | 1      | 0      | 0      | 0      | 0      |
| M. Rosso       | 36       | 608      | 524      | 52       | 32       | 3                        | 69                       | 60                       | 3                        | 6                        | 39     | 677    | 584    | 55     | 38     |
| M. Santucci    | 36       | -        | -        | -        | -        | 3                        | -                        | -                        | -                        | -                        | 39     | -      | -      | -      | -      |
| M. Sperandio   | 36       | 300      | 171      | 106      | 23       | 3                        | 31                       | 16                       | 14                       | 1                        | 39     | 331    | 187    | 129    | 24     |

P = presenze; PT = punti totali; AV = attacchi vincenti; MV = muri vincenti; BV = battute vincenti